# Comuna de Bobrowniki
Bobrowniki (polaco: Gmina Bobrowniki) é uma gminy (comuna) na Polónia, na voivodia de Cujávia-Pomerânia e no condado de Lipnowski. A sede do condado é a cidade de Bobrowniki.
De acordo com os censos de 2004, a comuna tem 3088 habitantes, com uma densidade 32,3 hab/km².

## Área
Estende-se por uma área de 95,55 km², incluindo:
- área agricola: 43%
- área florestal: 46%

## Demografia
Dados de 30 de Junho 2004:
|                      | Total   | Total | Mulheres | Mulheres | Homens  | Homens |
| -------------------- | ------- | ----- | -------- | -------- | ------- | ------ |
|                      | pessoas | %     | pessoas  | %        | pessoas | %      |
| População            | 3088    | 100   | 1531     | 49,6     | 1557    | 50,4   |
| Densidade (pop./km²) | 32,3    | 100   | 16       | 16       | 16,3    | 16,3   |

De acordo com dados de 2002, o rendimento médio per capita ascendia a 1773,46 zł.

## Subdivisões
- Białe Błota, Bobrownickie Pole, Bobrowniki, Brzustowa, Gnojno, Polichnowo, Rachcin, Stare Rybitwy, Stary Bógpomóż.

## Comunas vizinhas
- Czernikowo, Fabianki, Lipno, Lubanie, Nieszawa, Waganiec, Włocławek